# 小行星6509
小行星6509（6509 Giovannipratesi）是一颗围绕太阳公转的小行星。1983年2月12日，亨利·德波鸿诺、喬瓦尼·德·桑蒂斯在拉西拉天文台发现了此天体。
这颗小行星的绝对星等为102.32153等。